# Ignacy Mościcki
Ignacy Mościcki (Mierzanowo, Polonia, 1 de diciembre de 1867 - Versoix, Suiza, 2 de octubre de 1946) fue un químico y político polaco que alcanzó el cargo de Presidente de Polonia entre 1926 y 1939, habiendo sido la persona que por más tiempo ha desempeñado el más alto cargo político de su país.

## Biografía
Ignacy Mościcki nació el 1 de diciembre de 1867 en Mierzanowo, una pequeña localidad cercana a Ciechanów, Polonia. Tras estudiar en Varsovia, estudió química en el Instituto Politécnico de Riga, en esa ciudad se unió al grupo clandestino de socialistas polacos Proletariat.

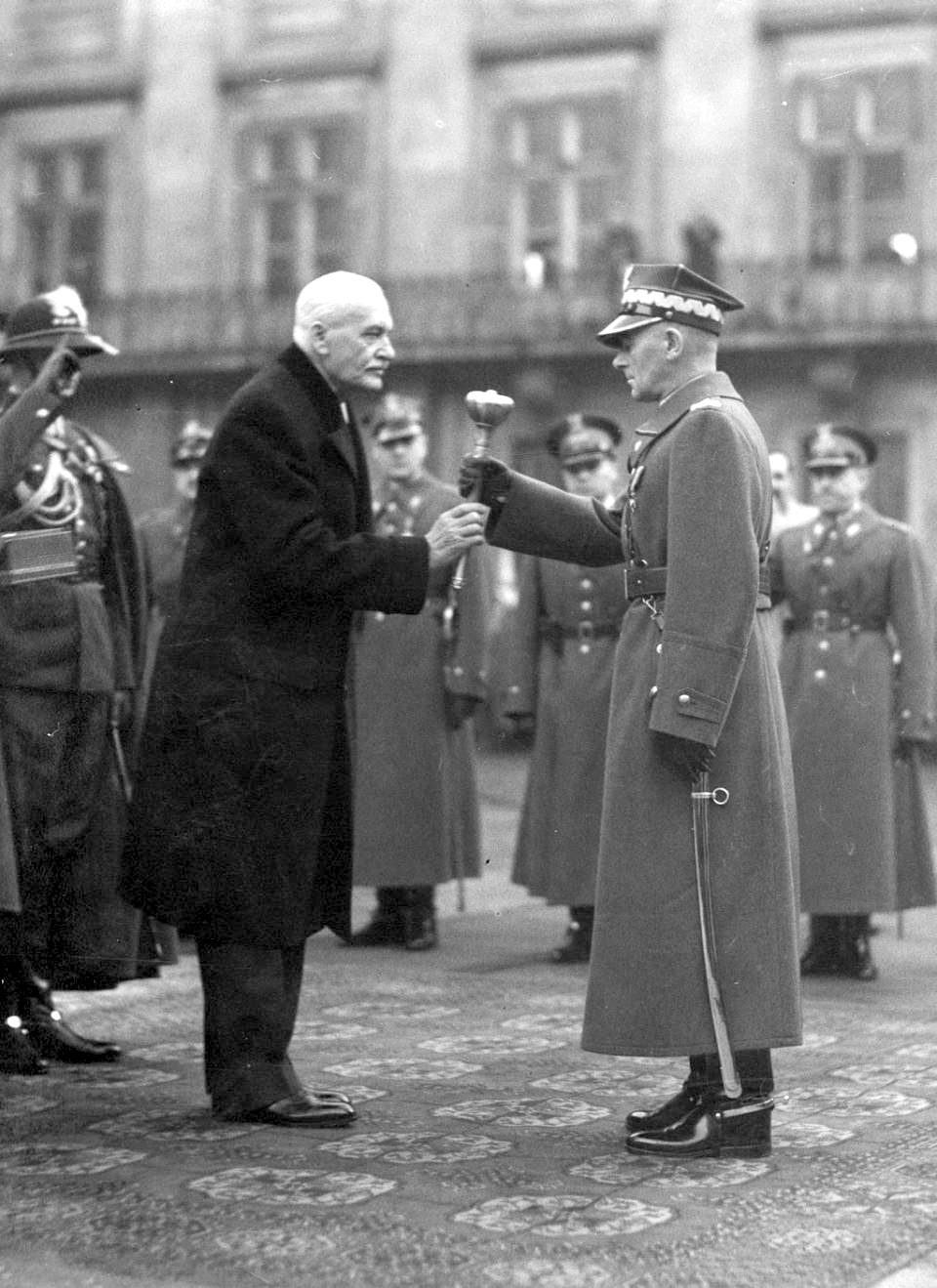
Moscicki entrega el buława, o bastón de mariscal polaco a Edward Rydz-Śmigły en Varsovia en 1936

Tras su graduación volvió a Varsovia para dedicarse a actividades políticas ilegales, pero la policía secreta zarista lo amenazó con cadena perpetua en Siberia si continuaba difundiendo ideas socialistas, y debió entonces emigrar en 1892 a Londres. En 1896 obtuvo el puesto de asistente de química en la Universidad de Friburgo en Suiza, donde patentó un método para producción industrial de ácido nítrico. 
En 1912 Mościcki pudo volver al Imperio ruso y se instaló en Lemberg, enseñando fisicoquímica y electroquímica en el Instituto Politécnico de la ciudad, donde permaneció a lo largo de la Primera Guerra Mundial, salvo un intervalo cuando huyó a Polonia durante la Guerra Polaco-Soviética. En 1925 fue elegido rector del Politécnico de Lemberg pero pronto acudió a Varsovia para seguir sus investigaciones en el Instituto Politécnico de esa ciudad.
Cuando el mariscal Józef Piłsudski dio el golpe de Estado de mayo de 1926 el 1 de junio de ese año, Mościcki fue elegido Presidente de Polonia por la Asamblea Nacional tras una recomendación del propio Piłsudski (poco antes el propio Piłsudski rehusó dicho cargo), en tanto Mościcki era un académico prestigioso sin experiencia política y había sido un cercano asociado del mariscal Piłsudski cuando este era un joven líder del socialismo polaco. 
En el rol de presidente, Mościcki se subordinó plenamente a las ideas políticas del mariscal Piłsudski, sin mostrar oposición alguna y colaborando lealmente con el régimen Sanacja impuesto desde 1926. Sólo en mayo de 1935, tras la muerte del mariscal Piłsudski, sus seguidores se diviideron en tres facciones: una apoyando a Mościcki como sucesor natural de Piłsudski, otra apoyando al general Edward Rydz-Śmigły para este rol, y otra sosteniendo como candidato rival al primer ministro Walery Sławek. 
Para eliminar la influencia política de Walery Sławek, Mościcki pactó compartir el poder con el general Rydz-Śmigły, logrando a fines de 1935 suprimir todo intento de Sławek por asumir el gobierno. Como resultado, el general Edward Rydz-Śmigły se convirtió en dictador militar de facto de Polonia mientras Mościcki continuó en el cargo de presidente, aunque sin ejercer el poder político que quedó reservado al grupo de militares que apoyaban a Rydz-Śmigły, este dirigió así el llamado "gobierno de los coroneles" por la gran presencia de jefes militares en la administración. 
Tras 1935 Mościcki luchó por actuar como líder moderado en el gobierno, frenando algunas de las iniciativas más derechistas y conservadoras de Rydz-Śmigły, aunque no siempre con éxito. Cuando el 1 de septiembre de 1939 se inició la invasión de la Alemania nazi, Mościcki siguió en su puesto hasta que la derrota polaca le obligó a huir a Rumania. Ansioso que fuerzas polacas siguieran la guerra contra el Tercer Reich, Mościcki aceptó renunciar a su cargo el 30 de septiembre en suelo rumano tras presiones de Francia, designando como sucesor al exmilitar Władysław Raczkiewicz para dirigir el gobierno polaco en el exilio. 
En diciembre de 1939 Mościcki fue liberado por las autoridades rumanas y marchó a Suiza, donde vivió durante la Segunda Guerra Mundial. Murió en su casa cerca de Ginebra el 2 de octubre de 1946.